# Codi Tang

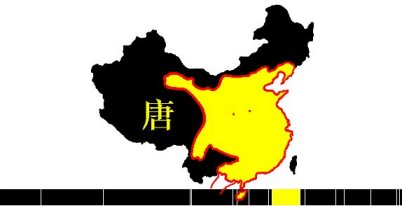
Dinastia Tang en la història

El Codi Tang (唐律) és un codi penal establert a la Xina al començament de la dinastia Tang (618-907). Completat per unes altres ordenances i textos jurídics més temporals, constitueix el cor jurídic del sistema legal Tang, i va ser la base de tots els sistemes penals següents fins al 1912, es va convertir en la base de codis dinàstics posteriors no solament a la Xina sinó en altres bandes de l'Àsia oriental tals com el Japó i Corea.
Aquest Codi Tang és una barreja de l'herència del legalisme i de la influència del confucianisme, i ha estat considerat com una de les més grans obres del sistema jurídic xinès antic. Es compon de dotze seccions i cinc cents articles. Realitzat l'any 624 sota el mandat de l'emperardor Gaozu de Tang. Després ha tingut revisions el 627 i el 637, sent completat amb un comentari l'any 653: (el Tánglǜ Shuyi 唐律疏議). És considerat com un dels grans assoliments de la llei tradicional xinesa, és també el Codi xinès més antic que s'ha transmès fins al present en la seva forma completa.

## Context
El codi Tang va tenir les seves arrels en el codi de la dinastia Zhou del Nord (564), basat alhora en els codis anteriors de l'imperi Cao Wei i la dinastia Jin (268). Amb l'objectiu de suavitzar les lleis anteriors i reduir els càstigs físics (com ara mutilacions) i per tal d'asserenar les tensions socials en els territoris acabats de pacificar de la dinastia Tang, es va redactar l'any 624 a petició de l'emperador Gaozu de Tang, després es van fer algunes revisions el 627 i el 637 sota el mandat de l'emperador Taizong i va ser completat per comentaris l'any 653, sota l'emperador Gaozong.

## Organització i sistema de sancions
| Secció | Non |
| ------ | --- |
| I      | Definicions generals i regles                                                                                  |
| II     | Lleis relatives a passar a través de llocs prohibits (palaus imperials, portes de la ciutat, llocs fronterers) |
| III    | Delictes comesos per funcionaris en l'exercici dels seus ofici                                                 |
| IV     | Lleis concernents a famílies camperoles (terres, impostos, matrimonis)                                         |
| V      | Lleis relacionades amb granges i magatzems estatals                                                            |
| VI     | Lleis relatives a les tropes                                                                                   |
| VII    | Delictes contra persones i contra la propietat                                                                 |
| VIII   | Delictes comesos en el curs de baralles                                                                        |
| IX     | La falsificació                                                                                                |
| X      | Diverses lleis de caràcter especial                                                                            |
| XI     | La llei concernent a la detenció dels culpables                                                                |
| XII    | Les lleis relatives a l'administració de justícia                                                              |

L'historiador francès i sinòleg Jacques Gernet ha definit el Codi Tang com «una admirable composició de la lògica impecable malgrat la seva importància i complexitat». Els sinòlegs dels Estats Units Wallace Johnson i Denis C. Twitchett ho van descriure com «un sistema molt racional de la justícia» en el que «tant l'acusador i els funcionaris involucrats havien d'anar amb compte de no encarar-se a ells mateixos amb el càstig».

### Càlcul de les sancions
La sanció per un delicte es va determinar d'acord amb dos factors:
- Ofensa: El Codi Tang associa clarament cada delicte amb una pena.
- Posició relacional: Per als familiars, aquesta posició es mesura pel tipus i la durada del dol que s'havia d'observar per a cada grau de parentiu. Les relacions fora de la família es definien d'acord amb les posicions en una jerarquia social encapçalada pel mateix emperador. En aquesta jerarquia, els funcionaris es trobaven en un grau més alt que els homes comuns, que alhora eren superiors a les persones de condició servil. Per exemple, un esclau que havia comès un crim contra el seu propietari era castigat més severament que si una persona comuna hagués comès el mateix delicte. La mateixa infracció comesa pel propietari contra el seu esclau, per contra, resultava ser una pena més petita que el mateix delicte comès per una persona comuna.[4]

El jutge local va actuar com a examinador i de vegades com a investigador, però el seu últim paper en casos legals va ser determinar la sanció apropiada per al delicte que s'havia comès: havia de fixar la naturalesa del delicte definit pel codi, i augmentar o reduir la pena associada d'acord amb la relació social entre delinqüent i la víctima.
La històricament coneguda wuting 五聽 ("cinc audiències") era una tècnica xinesa per obtenir els fets d'un cas. Mentre s'interrogava a un testimoni, el jutge tindria en compte els cinc tipus de conducta: «Declaracions de la persona, l'expressió, la respiració, la reacció a les paraules del jutge, i els ulls de l'acusat. Pel mig de l'observació primmirada, es va pensar que un jutge experimentat podria arribar a saber si la persona estava, de fet, dient la veritat».
Si un jutge no era capaç de decidir un cas sobre la base de l'evidència i la declaració de testimonis, podria sol·licitar el permís dels funcionaris superiors per utilitzar la «tortura judicial». L'acusat no podia ser copejat més de 200 cops en un màxim de tres interrogatoris realitzats almenys amb vint dies de diferència. Però quan l'acusat era capaç de suportar la totalitat de la tortura sense fer una confessió, el jutge podria utilitzar la mateixa tortura en l'acusador. Si l'acusador torturat admetia haver comès una acusació falsa, rebria el mateix càstig que haurien infligit si hagués estat condemnat l'acusat. Normes específiques regien l'aplicació de la tortura judicial. L'únic instrument permès va ser el xunqiuzhang 訊囚杖 ("bastó d'interrogació"), que era d'aproximadament 40 polzades de llarg i 0,32 i 22 polzades d'ample en els extrems grans i petits respectivament. El mateix jutge seria castigat si s'utilitzaven d'altres mitjans per tractar de forçar una confessió.
El delicte modulat d'acord amb el grau de relació social, determinava la sanció final que podria anar des de la flagel·lació utilitzant colp amb bastó, treballs forçats, exili amb treballs forçats, a la mort per estrangulament o decapitació.